# Stazione di Sashiōgi
La stazione di Sashiōgi (指扇駅?, Sashiōgi-eki) è una stazione ferroviaria situata nel quartiere di Nishi-ku, nella città di Saitama, capoluogo dell'omonima prefettura giapponese. La stazione è servita dalla linea Kawagoe della JR East e dista a 7,7 km dal capolinea di Ōmiya a Saitama.

## Storia
La stazione venne aperta il 22 luglio 1940. L'elettrificazione della linea è stata completata nel 1985, e da allora sulla linea circolano anche i treni della linea Saikyō prolungati fino a Kawagoe.

## Linee
JR East
■ Linea Kawagoe

## Struttura
La stazione è dotata di due banchine laterali con due binari passanti totali; sono presenti biglietteria automatica e tornelli con supporto alla bigliettazione elettronica Suica e compatibili.
| 1 | ■ Linea Kawagoe | per Kawagoe e Komagawa                                                 |
| 2 | ■ Linea Kawagoe | per Ōmiya, Ikebukuro, Shinjuku, Ōsaki e, via ■ linea Rinkai, Shin-Kiba |

## Stazioni adiacenti
| «             | Servizio                       | »            |
| Linea Saikyō  | Linea Saikyō                   | Linea Saikyō |
| ------------- | ------------------------------ | ------------ |
| Minami-Furuya | Locale Rapido Rapido pendolari | Nishi-Ōmiya  |